# ستانلي كيتشيل
ستانلي كيتشيل (بالإنجليزية: Stanley Ketchel)‏ مواليد 14 سبتمبر 1886 في ميشيغان - الوفاة 15 أكتوبر 1910 في سبرينغفيلد، كان ملاكم أمريكي سابق صنّف ضمن فئة الوزن المتوسط.

## إحصائيات
خاض خلال مسيرته 64 نزالا، فاز في 53 وتعادل في 5 وخسر في 5. فاز بالضربة القاضية في 48 نزالا.

## روابط خارجية
- ستانلي كيتشيل على موقع بوكس ريك (الإنجليزية) (registration required)